# Беяша
Беяша (рум. Băiașa) — село у повіті Вилча в Румунії. Входить до складу комуни Роєшть.
Село розташоване на відстані 169 км на захід від Бухареста, 30 км на південний захід від Римніку-Вилчі, 71 км на північ від Крайови, 144 км на південний захід від Брашова.

## Населення
За даними перепису населення 2002 року у селі проживали 198 осіб, усі — румуни. Усі жителі села рідною мовою назвали румунську.